# Punk-O-Rama 7
Punk-O-Rama 7 is het zevende compilatiealbum uit de Punk-O-Rama-reeks van Epitaph Records. De meeste nummers van het album zijn al eerder uitgegeven. Zo zijn de covers "Bob" en "Olympia, WA" van NOFX en Rancid ook te horen op het splitalbum BYO Split Series, Vol. 3. Drie nummers zijn wel nieuw, namelijk "Wayfarer" van Hot Water Music, "Wasted Words" van Death by Stereo, en "My Girlfriend" van Guttermouth. Het album werd uitgegeven op 25 juni 2002.

## Nummers
1. "Fingers Crossed" - Millencolin - 2:47
2. "Wayfarer" - Hot Water Music - 2:58
3. "Up for Sale" - The (International) Noise Conspiracy - 3:26
4. "The World" - Pennywise - 2:26
5. "Black City" - Division of Laura Lee - 3:36
6. "Olympia, WA" - NOFX - 2:59
7. "Addicts of Communication" - Randy - 2:00
8. "Hooray for Me" - Pulley - 2:19
9. "The Something Special" - The Bouncing Souls - 3:23
10. "God Knows" - Beatsteaks - 2:34
11. "The Defense" - Bad Religion - 3:54
12. "The End" - Deviates - 2:02
13. "Heroes from Our Past" - Dropkick Murphys - 3:30
14. "Bob" - Rancid - 2:02
15. "Wasted Words" - Death by Stereo - 3:33
16. "Love to Be Hated" - Agnostic Front - 2:13
17. "Outside Looking In" - 1208 - 2:46
18. "M.A.D." - 98 Mute - 3:16
19. "My Girlfriend" - Guttermouth - 2:35

### Europese uitgave
1. "What's Left Of The Flag" - Flogging Molly - 3:39
2. "We're All Fucked Up" - Heideroosjes - 3:17